# Більше, сильніше, швидше
Більше, сильніше, швидше (англ. Bigger, Stronger, Faster) — американський документальний фільм режисера Крістофера Белла про використання анаболічних стероїдів як допінг у Сполучених Штатах та відношення цієї практики до американської мрії.

## Сюжет
Документальний фільм досліджує використання стероїдів двома братами режисера Крістофера Белла: Смердючим і Скаженим Псом, які виросли боготворячи Арнольда Шварценеггера, Халка Хогана і Сильвестра Сталлоне. А також розповідає про професійних спортсменів, експертів в області медицини, членів фітнес-центрів, конгресменів США, що займаються проблемою анаболічних стероїдів.
Окрім того, фільм «Більше, Сильніше, Швидше» розглядає відсутність послідовності у світогляді суспільства на такі питання як стимулятори, шахрайство, та на те, як далеко можна зайти в погоні за успіхом. Фільм виходить за рамки стероїдів приділяючи увагу таким темам як: лазерна корекція ока, яку зробив Тайгер Вудс, ліки що знижують артеріальний тиск, які використовують професійні музиканти, а також приділяє увагу спортсменам залежним від ін'єкцій кортизону. Фільм пропанує скептичний погляд на те, які ризики для здоров'я несуть стероїди і критично ставиться до правової складової індустрії біодобавок.